# 埃里克·達奈爾
埃里克·達奈爾（英語：Eric Darnell，1961年—) 是一名美国电影导演、编剧、动画师和配音演员。他导演的著名作品有《蚁哥正传》、《馬達加斯加》、《馬達加斯加2》和《马达加斯加3》。

## 生平
1983年他毕业于科羅拉多大學博爾德分校的广播新闻专业。后来在加州藝術學院学习动画制作。

## 作品
- 馬達加斯加爆走企鵝（与西蒙·J·史密斯联合执导）
- 马达加斯加3 (Madagascar 3: Europe's Most Wanted，2012) 导演（与Conrad Vernon联合执导）
- Merry Madagascar (2009) 编剧
- 馬達加斯加 (The Penguins of Madagascar，2009) 人物创造
- 馬達加斯加2 (Madagascar: Escape 2 Africa，2008) 编剧、导演（与Tom McGrath联合执导）
- 馬達加斯加 (Madagascar，2005) 编剧、导演（与Tom McGrath联合执导）
- 蚁哥正传 (Antz，1998) 导演
- Big Smoke (1993, PDI)
- Gas Planet (1992, PDI)
- "Get Up" MV
- Filter Gallery (1991, 加州藝術學院作品)